# سوزان بردن
سوزان بردن (انگلیسی: Suzanne Burden؛ زادهٔ ۱۹۵۸ میلادی) بازیگر اهل بریتانیا است.
از فیلم‌ها یا برنامه‌های تلویزیونی که وی در آن نقش داشته‌است، می‌توان به آینه سیاه: بندراسنچ، آدمکشان میدسامر و پوآرو اشاره کرد.